# A beszédprodukció és a beszédfeldolgozás zavarai
A pszicholingvisztika megalakulásától kezdve fontos kutatási terület a nyelv és a beszéd zavarai, mert a beszédfolyamatok pontosabb leírásához segítséget nyújt a normálistól eltérő működések tanulmányozása. A normális kognitív struktúra valamilyen módon felbomlik, ez vezet a változáshoz. A zavarok felléphetnek a beszédprodukcióban, a beszédpercepcióban vagy akár mind a kettőben egyszerre.
Fontos elkülöníteni a beszédzavarokat a nyelvi zavaroktól. A nyelvi zavarok megjelenési formája mindig valamiféle beszédzavar, de nyelvi zavaroktól függetlenül is létrejöhet beszédzavar.
A folyamatok működése szerint a következő helyen keletkezhetnek a zavarok:
- zöngeképzés zavarai,
- a beszédprodukció (ill. részfolyamatainak) zavarai,
- a beszédészlelés (ill. részfolyamatainak) zavarai,
- a beszédmegértés (ill. részfolyamatainak) zavarai.

## Beszédprodukciót és beszédpercepciót egyszerre érintő zavarok
- diszfázia

- afázia különböző fajtái

- halláskárosodás hatásai

- értelmi fogyatékosság hatása

- autizmus

## Nyelvi zavarok
A következőek csak a nyelvfeldolgozást és a produkciót érintik, a beszédértést nem.
- megkésett beszédfejlődés

- specifikus nyelvi zavar

- mutizmus

## Beszédprodukciót érintő zavarok
- zöngeképzés zavarai

- hangszínezet zavarai

### Beszédhangképzési zavarok
- pöszeség vagy dyslalia, dysglossia

- selypesség

- raccsolás vagy rotacizmus

- dysarthria

- apraxia

- agrammatizmus

### Beszédfolyamat zavarai
- dadogás

- hadarás

- pattogás – a beszélő a közlésfolyamatban a szótagokat hasonló, rövid időtartamban ejti ki, ezzel megbontva a beszéd normális ritmusát. A beszéde ilyenkor nehezen követhető, és gyakoriak a nyelvbotlások. Gyermekkorban még viszonylag könnyen korrigálható.

- leppegés – a beszélő a közlésfolyamatban a szótagokat hasonló, relatíve hosszú időtartamban ejti ki. Ejtéshiba és a beszédritmus zavarát jelzi, rendszerint hosszabb szünetek, lassabb beszédtempó társul hozzá.

## Beszédészlelést és beszédmegértést érintő zavarok
Általában gyermekkorban, az anyanyelv-elsajátításhoz kötődnek, de előfordul, hogy felnőttkorára is megmarad a zavar a beszélőnél.
- beszédészlelés zavara akusztikai, fonetikai és fonológiai szinten jelentkezhet

- beszédritmus észlelési zavara

- mondatértés zavara

- szövegértés zavara

## Vizsgálati módszerek a zavarok felismerésére
- Illinois Pszicholingvisztikai Próba

- PPL vizsgálat

- Token-teszt

- LAPP szókincsvizsgálat

- GMP-diagnosztika